# Línea 18 (TUCARSA)
La línea 18 de la red de autobuses urbanos de Cartagena (TUCARSA) une el Paseo de Alfonso XIII con el Hospital General Universitario Santa Lucía.

## Características
Esta línea comenzó a prestar servicio con la apertura del nuevo hospital. En 2016, se reforzó la línea con un autobús más por las mañanas.
La línea mantiene los mismos horarios todo el año (exceptuando las vísperas de festivo y festivos de Navidad).
Es operada por ALSA (TUCARSA).

## Horarios
| Lunes a viernes laborables                   |                                              |                                              |                                              |                                              |                                              |                                              |                                              |                                              |                                              |                                              |                                              |                                              |                                              |                                              |                                              |                                              |                                              |                                              |                                              |                                              |                                              |                                              |                                              |                                              |                                              |                                              |                                              |                                              |                                              |                                              |                                              |                                              |                                              |                                              |                                              |
| Paseo de Alfonso XIII > Hospital Santa Lucía | Paseo de Alfonso XIII > Hospital Santa Lucía | Paseo de Alfonso XIII > Hospital Santa Lucía | Paseo de Alfonso XIII > Hospital Santa Lucía | Paseo de Alfonso XIII > Hospital Santa Lucía | Paseo de Alfonso XIII > Hospital Santa Lucía | Paseo de Alfonso XIII > Hospital Santa Lucía | Paseo de Alfonso XIII > Hospital Santa Lucía | Paseo de Alfonso XIII > Hospital Santa Lucía | Paseo de Alfonso XIII > Hospital Santa Lucía | Paseo de Alfonso XIII > Hospital Santa Lucía | Paseo de Alfonso XIII > Hospital Santa Lucía | Paseo de Alfonso XIII > Hospital Santa Lucía | Paseo de Alfonso XIII > Hospital Santa Lucía | Paseo de Alfonso XIII > Hospital Santa Lucía | Paseo de Alfonso XIII > Hospital Santa Lucía | Paseo de Alfonso XIII > Hospital Santa Lucía | Paseo de Alfonso XIII > Hospital Santa Lucía | Hospital Santa Lucía > Paseo de Alfonso XIII | Hospital Santa Lucía > Paseo de Alfonso XIII | Hospital Santa Lucía > Paseo de Alfonso XIII | Hospital Santa Lucía > Paseo de Alfonso XIII | Hospital Santa Lucía > Paseo de Alfonso XIII | Hospital Santa Lucía > Paseo de Alfonso XIII | Hospital Santa Lucía > Paseo de Alfonso XIII | Hospital Santa Lucía > Paseo de Alfonso XIII | Hospital Santa Lucía > Paseo de Alfonso XIII | Hospital Santa Lucía > Paseo de Alfonso XIII | Hospital Santa Lucía > Paseo de Alfonso XIII | Hospital Santa Lucía > Paseo de Alfonso XIII | Hospital Santa Lucía > Paseo de Alfonso XIII | Hospital Santa Lucía > Paseo de Alfonso XIII | Hospital Santa Lucía > Paseo de Alfonso XIII | Hospital Santa Lucía > Paseo de Alfonso XIII | Hospital Santa Lucía > Paseo de Alfonso XIII | Hospital Santa Lucía > Paseo de Alfonso XIII |
| 06                                           | 07                                           | 08                                           | 09                                           | 10                                           | 11                                           | 12                                           | 13                                           | 14                                           | 15                                           | 16                                           | 17                                           | 18                                           | 19                                           | 20                                           | 21                                           | 22                                           | 23                                           | 06                                           | 07                                           | 08                                           | 09                                           | 10                                           | 11                                           | 12                                           | 13                                           | 14                                           | 15                                           | 16                                           | 17                                           | 18                                           | 19                                           | 20                                           | 21                                           | 22                                           | 23                                           |
| 30 45                                        | 00 15 30 45                                  | 00 10 20 30 40 50                            | 00 10 20 30 40 50                            | 00 10 20 30 40 50                            | 00 10 20 30 40 50                            | 00 10 20 30 40 50                            | 00 10 20 30 40 50                            | 00 10 20 30 40 50                            | 00 15 30 45                                  | 00 15 30 45                                  | 00 15 30 45                                  | 00 15 30 45                                  | 00 15 30 45                                  | 00 15 30 45                                  | 00 15 30 45                                  | 00 15 30 45                                  | 00                                           | 45                                           | 00 15 30 45                                  | 00 15 25 35 45 55                            | 05 15 25 35 45 55                            | 05 15 25 35 45 55                            | 05 15 25 35 45 55                            | 05 15 25 35 45 55                            | 05 15 25 35 45 55                            | 05 15 25 35 45 55                            | 05 15 30 45                                  | 00 15 30 45                                  | 00 15 30 45                                  | 00 15 30 45                                  | 00 15 30 45                                  | 00 15 30 45                                  | 00 15 30 45                                  | 00 15 30 45                                  | 00 15                                        |
| Sábados laborables                           |                                              |                                              |                                              |                                              |                                              |                                              |                                              |                                              |                                              |                                              |                                              |                                              |                                              |                                              |                                              |                                              |                                              |                                              |                                              |                                              |                                              |                                              |                                              |                                              |                                              |                                              |                                              |                                              |                                              |                                              |                                              |                                              |                                              |                                              |                                              |
| Paseo de Alfonso XIII > Hospital Santa Lucía | Paseo de Alfonso XIII > Hospital Santa Lucía | Paseo de Alfonso XIII > Hospital Santa Lucía | Paseo de Alfonso XIII > Hospital Santa Lucía | Paseo de Alfonso XIII > Hospital Santa Lucía | Paseo de Alfonso XIII > Hospital Santa Lucía | Paseo de Alfonso XIII > Hospital Santa Lucía | Paseo de Alfonso XIII > Hospital Santa Lucía | Paseo de Alfonso XIII > Hospital Santa Lucía | Paseo de Alfonso XIII > Hospital Santa Lucía | Paseo de Alfonso XIII > Hospital Santa Lucía | Paseo de Alfonso XIII > Hospital Santa Lucía | Paseo de Alfonso XIII > Hospital Santa Lucía | Paseo de Alfonso XIII > Hospital Santa Lucía | Paseo de Alfonso XIII > Hospital Santa Lucía | Paseo de Alfonso XIII > Hospital Santa Lucía | Paseo de Alfonso XIII > Hospital Santa Lucía | Paseo de Alfonso XIII > Hospital Santa Lucía | Hospital Santa Lucía > Paseo de Alfonso XIII | Hospital Santa Lucía > Paseo de Alfonso XIII | Hospital Santa Lucía > Paseo de Alfonso XIII | Hospital Santa Lucía > Paseo de Alfonso XIII | Hospital Santa Lucía > Paseo de Alfonso XIII | Hospital Santa Lucía > Paseo de Alfonso XIII | Hospital Santa Lucía > Paseo de Alfonso XIII | Hospital Santa Lucía > Paseo de Alfonso XIII | Hospital Santa Lucía > Paseo de Alfonso XIII | Hospital Santa Lucía > Paseo de Alfonso XIII | Hospital Santa Lucía > Paseo de Alfonso XIII | Hospital Santa Lucía > Paseo de Alfonso XIII | Hospital Santa Lucía > Paseo de Alfonso XIII | Hospital Santa Lucía > Paseo de Alfonso XIII | Hospital Santa Lucía > Paseo de Alfonso XIII | Hospital Santa Lucía > Paseo de Alfonso XIII | Hospital Santa Lucía > Paseo de Alfonso XIII | Hospital Santa Lucía > Paseo de Alfonso XIII |
| 06                                           | 07                                           | 08                                           | 09                                           | 10                                           | 11                                           | 12                                           | 13                                           | 14                                           | 15                                           | 16                                           | 17                                           | 18                                           | 19                                           | 20                                           | 21                                           | 22                                           | 23                                           | 06                                           | 07                                           | 08                                           | 09                                           | 10                                           | 11                                           | 12                                           | 13                                           | 14                                           | 15                                           | 16                                           | 17                                           | 18                                           | 19                                           | 20                                           | 21                                           | 22                                           | 23                                           |
|                                              | 30 45                                        | 00 15 30 45                                  | 00 15 30 45                                  | 00 15 30 45                                  | 00 15 30 45                                  | 00 15 30 45                                  | 00 15 30 45                                  | 00 15 30 45                                  | 00 30                                        | 00 30                                        | 00 30                                        | 00 30                                        | 00 30                                        | 00 30                                        | 00 30                                        | 00                                           |                                              |                                              | 45                                           | 00 15 30 45                                  | 00 15 30 45                                  | 00 15 30 45                                  | 00 15 30 45                                  | 00 15 30 45                                  | 00 15 30 45                                  | 00 15 30 45                                  | 00 15 45                                     | 15 45                                        | 15 45                                        | 15 45                                        | 15 45                                        | 15 45                                        | 15 45                                        | 15                                           |                                              |
| Domingos y festivos                          |                                              |                                              |                                              |                                              |                                              |                                              |                                              |                                              |                                              |                                              |                                              |                                              |                                              |                                              |                                              |                                              |                                              |                                              |                                              |                                              |                                              |                                              |                                              |                                              |                                              |                                              |                                              |                                              |                                              |                                              |                                              |                                              |                                              |                                              |                                              |
| Paseo de Alfonso XIII > Hospital Santa Lucía | Paseo de Alfonso XIII > Hospital Santa Lucía | Paseo de Alfonso XIII > Hospital Santa Lucía | Paseo de Alfonso XIII > Hospital Santa Lucía | Paseo de Alfonso XIII > Hospital Santa Lucía | Paseo de Alfonso XIII > Hospital Santa Lucía | Paseo de Alfonso XIII > Hospital Santa Lucía | Paseo de Alfonso XIII > Hospital Santa Lucía | Paseo de Alfonso XIII > Hospital Santa Lucía | Paseo de Alfonso XIII > Hospital Santa Lucía | Paseo de Alfonso XIII > Hospital Santa Lucía | Paseo de Alfonso XIII > Hospital Santa Lucía | Paseo de Alfonso XIII > Hospital Santa Lucía | Paseo de Alfonso XIII > Hospital Santa Lucía | Paseo de Alfonso XIII > Hospital Santa Lucía | Paseo de Alfonso XIII > Hospital Santa Lucía | Paseo de Alfonso XIII > Hospital Santa Lucía | Paseo de Alfonso XIII > Hospital Santa Lucía | Hospital Santa Lucía > Paseo de Alfonso XIII | Hospital Santa Lucía > Paseo de Alfonso XIII | Hospital Santa Lucía > Paseo de Alfonso XIII | Hospital Santa Lucía > Paseo de Alfonso XIII | Hospital Santa Lucía > Paseo de Alfonso XIII | Hospital Santa Lucía > Paseo de Alfonso XIII | Hospital Santa Lucía > Paseo de Alfonso XIII | Hospital Santa Lucía > Paseo de Alfonso XIII | Hospital Santa Lucía > Paseo de Alfonso XIII | Hospital Santa Lucía > Paseo de Alfonso XIII | Hospital Santa Lucía > Paseo de Alfonso XIII | Hospital Santa Lucía > Paseo de Alfonso XIII | Hospital Santa Lucía > Paseo de Alfonso XIII | Hospital Santa Lucía > Paseo de Alfonso XIII | Hospital Santa Lucía > Paseo de Alfonso XIII | Hospital Santa Lucía > Paseo de Alfonso XIII | Hospital Santa Lucía > Paseo de Alfonso XIII | Hospital Santa Lucía > Paseo de Alfonso XIII |
| 06                                           | 07                                           | 08                                           | 09                                           | 10                                           | 11                                           | 12                                           | 13                                           | 14                                           | 15                                           | 16                                           | 17                                           | 18                                           | 19                                           | 20                                           | 21                                           | 22                                           | 23                                           | 06                                           | 07                                           | 08                                           | 09                                           | 10                                           | 11                                           | 12                                           | 13                                           | 14                                           | 15                                           | 16                                           | 17                                           | 18                                           | 19                                           | 20                                           | 21                                           | 22                                           | 23                                           |
|                                              | 30                                           | 00 30                                        | 00 30                                        | 00 30                                        | 00 30                                        | 00 30                                        | 00 30                                        | 00 30                                        | 00 30                                        | 00 30                                        | 00 30                                        | 00 30                                        | 00 30                                        | 00 30                                        | 00 30                                        | 00                                           |                                              |                                              | 45                                           | 15 45                                        | 15 45                                        | 15 45                                        | 15 45                                        | 15 45                                        | 15 45                                        | 15 45                                        | 15 45                                        | 15 45                                        | 15 45                                        | 15 45                                        | 15 45                                        | 15 45                                        | 15 45                                        | 15                                           |                                              |

## Recorrido y paradas

### Sentido Hospital Santa Lucía
| Parada                                           | Común con                      |
| ------------------------------------------------ | ------------------------------ |
| Alfonso XIII - ONCE                              | 1 2 4 5 6 7 12 14 24 42A       |
| Alfonso XIII - Asamblea Regional (Frente)        | 1 2 4 5 6 7 12 14 24 30 41 42A |
| Plaza de las Puertas de San José - Trovero Marín | 5                              |
| Paseo del Muelle - Centro de Salud (Frente)      | 12                             |
| Hospital Santa Lucía                             |                                |
| Hospital Santa Lucía - Consultas Externas        |                                |

### Sentido Paseo de Alfonso XIII
| Parada                                    | Común con                   |
| ----------------------------------------- | --------------------------- |
| Hospital Santa Lucía - Consultas Externas |                             |
| Hospital Santa Lucía                      |                             |
| Paseo del Muelle - Centro de Salud        | 12                          |
| Capitanes Ripoll - Carlos III             | 5                           |
| Alfonso XIII - Asamblea Regional          | 1 2 4 5 6 7 12 14 24 41 42A |
| Alfonso XIII - ONCE (Frente)              | 1 2 4 5 6 7 12 14 24 42A    |